# Comarcalia TV
Comarcalia TV era una televisión local privada con sede en la ciudad española de Trujillo. Su ámbito se extendía a la comarca de Trujillo.

Comenzó sus emisiones como Canal 30 Trujillo, presentado por Javier Catalán y Pedro Búrdalo, pasando después a formar parte de la red de Localia, denominándose Localia Trujillo. Con la llegada de Consuelo Soriano a la cadena, Comarcalia Televisión adquiere gran audiencia, convirtiéndose en la principal fuente de noticias y actualidad de la comarca de Trujillo. Al cierre de emisiones de Localia, la cadena renovó su imagen pasando a denominarse Comarcalia TV.
El canal se emitió en analógico hasta enero de 2011. Sus emisión pudo sintonizarse desde muchas localidades de la provincia de Cáceres. Desde marzo de 2011 emitía a través de la TDT, siendo el único canal privado en emisión a través del multiplexor de la demarcación local de Trujillo y del de Miajadas.
Su programación consistía en retransmisiones de eventos locales, así como reportajes sobre los mismos y tertulias. Durante su etapa en analógico llevó a cabo retransmisiones en directo relacionados con las fiestas patronales como la Salve, la Bajada de la Virgen de la Victoria o la novena, además de emitir en diciembre el maratón navideño "El Mochuelo" y otros eventos de importante calado local como el Cincuentenario de la Coronación de la Santísima Virgen de la Victoria. Durante las noches de verano de 2010 emitió un programa informativo diario llamado "Última hora", presentado por Alejandro Cancho, con noticias breves locales, información meteorológica y las últimas adquisiciones de libros por parte de la Biblioteca Municipal de Trujillo. En 2011 emitió por primera vez en directo desde la Plaza Mayor de Trujillo el Chíviri durante todo el Domingo de Resurrección.
De lunes a viernes emitía por la noche un magacine de actualidad local con entrevistas, reportajes y tertulias. Este programa era reemitido al día siguiente (salvo el programa de los viernes, que era retransmitido el lunes siguiente) por la tarde. El resto del día emite una presentación con información de interés local, comunicados y anuncios de particulares con música de fondo.
Comarcalia TV cesó sus emisiones tanto a través de Televisión Digital Terrestre como a través de Internet.